# Hindebægerfamilien
Hindebægerfamilien (Plumbaginaceae) kan kendes på, at arterne er stauder eller buske, i sjældne tilfælde lianer. Deres blade har bred basis og ofte kun en ganske kort stilk. De er for det meste helrandede, og blomsterne er holdbare med kraftige farver. Her nævnes kun de slægter, der er repræsenteret ved arter, som er vildtvoksende i Danmark eller som dyrkes her.
| Beskrevne slægter |

- Engelskgræs (Armeria)
- Ceratostigma
- Hindebæger (Limonium)
- Blyrod (Plumbago)

| Andre slægter |

| - Acantholimon - Aegialitis - Bamiania - Bubania - Bukiniczia - Cephalorhizum - Chaetolimon - Dictyolimon - Dyerophytum - Ghaznianthus - Gladiolimon | - Goniolimon - Ikonnikovia - Limoniastrum - Limoniopsis - Muellerolimon - Neogontscharovia - Plumbagella - Popoviolimon - Psylliostachys - Vassilczenkoa |

Under det ældre Cronquists system var Blyrod-familien anbragt i en særskilt orden, Blyrod-ordenen, som kun havde denne ene familie. Moderne klassifikationer som f.eks. den der vedligeholdes af Angiosperm Phylogeny Group, anbringer planterne i Nellike-ordenen.